# Франц Баєр
Франц Баєр (нім. Franz Beyer; нар. 27 травня 1892, Бауцен, Королівство Саксонія — пом. 15 жовтня 1968, Бад-Вісзее) — німецький воєначальник часів Третього Рейху, генерал від інфантерії Вермахту (1944), доктор права. Кавалер Лицарського хреста Залізного хреста (1941). Учасник Першої та Другої світових війн; за часів Другої світової війни командував піхотними, гірсько-піхотними та танковими з'єднаннями і об'єднаннями.

## Біографія
Баєр народився 27 травня 1892 в невеликому саксонському місті Бауцен. У віці 19 років поступив матросом-кадетом до військово-морських сил Німецької імперії в Кілі.
Військова кар'єра
- 1 квітня 1911 — кадет
- 15 квітня 1912 — фенріх-цур-зее
- 3 серпня 1914 — лейтенант-цур-зее
- 26 квітня 1917 — оберлейтенант-цур-зее

- 1 квітня 1919 — оберлейтенант поліції
- 14 липня 1921 — гауптман поліції
- 18 червня 1928 — майор поліції
- 1 лютого 1934 — оберстлейтенант поліції
- 1 липня 1934 — оберст поліції

- 1 жовтня 1935 — оберстлейтенант
- 1 квітня 1938 — оберст
- 1 лютого 1942 — генерал-майор
- 21 січня 1943 — генерал-лейтенант
- 1 липня 1944 — генерал від інфантерії

З 1 квітня 1911 до 1 квітня 1912 молодий Баєр навчався військовій та морській справі на навчальному кораблі «Ганза», після чого поступив до військового училища, звідки випустився у військовому званні лейтенант. За часів Першої світової війни служив на флоті, проходив службу на різних кораблях імперських ВМС: «Вестфалія», «Остфрізланд».
Після капітуляції Німеччини у війні, звільнився з лав збройних сил й незабаром влаштувався на посаду в поліцію Мангайма. Був на різних посадах в поліції Мангайма, Везеля, Дюссельдорфа. На початку 1933 призначений на посаду начальника департаменту поліції на Заході Німеччини, згодом начальник штабу і керівник поліції у західних регіонах Веймарської республіки, оберст поліції.
1 жовтня 1935 продовжив службу в лавах збройних сил Німеччини — у Вермахті, з присвоєнням військового звання оберстлейтенант. Спочатку службу розпочав на штабній посаді у 66-му піхотному полку, через рік — 6 жовтня 1936 — призначений командиром III-го піхотного батальйону цього полку.
З 1 квітня 1939 оберст Баєр командир 131-го піхотного полку 44-ї піхотної дивізії, укомплектованого переважно австрійськими вояками, на чолі якого він перебував майже 3 роки. 131-й піхотний полк Баєра брав активну участь у бойових діях Польської кампанії (бої з Військом Польським під Краковом, за Львів, де полк втратив 58 чоловік, зокрема 2-х командирів рот) та на Західному фронті у Французькій кампанії. Тривалий час виконує окупаційні функції на території Франції, щойно розгромленої Вермахтом у блискавичної кампанії.
З літа 1941 війська під командуванням оберста Баєра вторгаються на територію Радянського Союзу на південному фланзі німецько-радянського фронту. Полк, форсував Буг, і вів бої в районі Броди проти частин радянського 8-го механізованого корпусу, зокрема 34-ї танкової дивізії. Після боїв під Дубно просування 131-го полку 44-ї дивізії трохи сповільнилося, але німці продовжували наступати на схід. 9 липня 1941 року німецькі війська окупували Житомир.
На початку серпня полк Баєра у складі дивізії пішов на штурм Києва, але перші спроби Вермахту прорвати фортифікаційні споруди на північному заході міста в районі Синяк, Лютіж, Нові Петрівці та окупувати столицю України провалилися. Після отримання підкріплення, зокрема танкових частин, Київ був узятий, а 30 вересня війська Вермахту оточили у кільце великі радянські сили Південно-Західного фронту генерала Кирпоноса, відрізавши їм шляхи до відступу. Втім, подальше просування дивізії до Харкова сповільнилося через жахливу осінню погоду.
У листопаді 1941 131-й полк виведений до резерву групи армій «Південь» й розташувався в районі Охтирки.
Напередодні нового 1942 року, Баєр отримав призначення на посаду командира 331-ї піхотної дивізії, з якою бився в складі групи армій «Центр» на московському напрямку під Юхновим, Невелем. З 1 лютого 1942 — генерал-майор.
У лютому 1943 після здачі командування дивізією генерал-лейтенанту К.-Л. Райну та нетривалого перебування в резерві фюрера, генерал-лейтенант Франц Баєр уповноважений на повторне формування та командування рідної 44-ї піхотної дивізії, що була знищена в Сталінградському котлі. Вже з 1 червня 1943 дивізія отримала нову назву — 44-та рейхс-гренадерська дивізія «Гох унд Дойчемайстер», якою Баєр командував до 1 січня 1944 року.
Літом 1943 44-та дивізія «Гох унд Дойчемайстер» перекинута до Північної Італії, де з капітуляцією колишнього союзника Німеччини Італії 8 вересня 1943, взяла участь у роззброєнні італійських військ у Больцано, де розміщувався штаб XXXV-го італійського корпусу. Силами дивізії Баєра були полонені 50 000 італійських військовиків, серед яких 1783 офіцери і 18 генералів.
В подальшому 44-та дивізія під командуванням генерал-лейтенанта Баєра билася на Італійському фронті на оборонних рубежах ліній Бернхардта, Густава.
Взимку-весною 1944 генерал Баєр перебував у резерві ОКХ, доки 27 квітня 1944 не отримав призначення на посаду командира XVII-го армійського корпусу. Протягом 2-х місяців почергово керував LVII-м танковим, потім V-м армійським й нарешті XXXXIX-м гірським корпусами.
7 серпня 1944 року генерал від інфантерії Баєр призначений командиром знов створеного LXXX-го армійського корпусу, що бився на Західному фронті у Франції. Корпусом він командував до кінця війни, брав учать у битвах на лінії Зігфрида, в Арденнській та Центрально-Європейській операціях. Капітулював після розгрому основних формувань корпусу у Рурському котлі.
З кінця квітня 1945 до 1947 року генерал Франц Баєр був у американському полоні. Після звільнення жив у Німеччині. Помер 15 жовтня 1968 у Бад-Вісзе у віці 76 років.

## Нагороди
- Залізний хрест 2-го і 1-го класу
- Військовий Хрест Фрідріха-Августа (Ольденбург)
  - 2-го класу (22 серпня 1916)
  - 1-го класу
- Орден «За військові заслуги» (Баварія) 4-го класу з мечами (20 грудня 1916)
- Орден Альберта (Саксонія), лицарський хрест 2-го класу з мечами (6 грудня 1917)
- Ганзейський Хрест (Бремен)
- Нагрудний знак «За поранення» в чорному
- Медаль Свободи (Фінляндія)
- Орден Хреста Свободи 3-го класу (Фінляндія)
- Почесний хрест ветерана війни з мечами
- Медаль «За вислугу років у Вермахті» 4-го, 3-го, 2-го і 1-го класу (25 років)
- Медаль «У пам'ять 1 жовтня 1938»
- Застібка до Залізного хреста
  - 2-го класу (13 вересня 1939)
  - 1-го класу (1 жовтня 1939)
- Лицарський хрест Залізного хреста (12 вересня 1941)
- Штурмовий піхотний знак в сріблі (1 жовтня 1941)
- Медаль «За зимову кампанію на Сході 1941/42»